# Frankfurt Lions
Frankfurt Lions (celým názvem: Frankfurt Lions Eishockey GmbH) byl německý klub ledního hokeje, který sídlil ve Frankfurtu nad Mohanem v Hesensku. Oddíl patřil pod hlavičku sportovního klubu Eintracht Frankfurt. Založen byl v roce 1959 pod názvem Eintracht Frankfurt Eishockey. Svůj poslední název nesl od roku 1994. Zanikl v roce 2010 po vyhlášení konkursu. Oddíly zaniklého klubu pak přešly do nově založené organizace Löwen Frankfurt. Klubové barvy byly červená, bílá a černá.
Své domácí zápasy odehrával v Eissporthalle Frankfurt s kapacitou 6 990 diváků.
Trenérsky v klubu působili mj. Jaromír Fryčer (1982/83), Vladimír Dzurilla (1988/89), Ladislav Olejník (1989–1991), Erich Kühnhackl (2009/10) a Kanaďan Martin Jiranek (2012/13), jako asistenti např. Pavel Gross a Marian Hurtík.

## Historické názvy
Zdroj:
- 1959 – Eintracht Frankfurt (Eintracht Frankfurt Eishockey)
- 1991 – Frankfurter ESC (Frankfurter Eis- und Schlittschuhclub)
- 1994 – Frankfurt Lions (Frankfurt Lions Eishockey GmbH)
- 2010 – zánik

## Získané trofeje
- Meisterschaft / Bundesliga / DEL ( 1× )
  - 2003/04

## Přehled ligové účasti
Zdroj:
- 1960–1961: Eishockey-Landesliga Hessen (3. ligová úroveň v Německu)
- 1961–1966: Eishockey-Oberliga (2. ligová úroveň v Německu)
- 1966–1968: Eishockey-Oberliga Nord (2. ligová úroveň v Německu)
- 1968–1970: Eishockey-Bundesliga (1. ligová úroveň v Německu)
- 1970–1971: Eishockey-Oberliga (2. ligová úroveň v Německu)
- 1971–1972: Eishockey-Regionalliga Südwest (3. ligová úroveň v Německu)
- 1972–1973: Eishockey-Oberliga (2. ligová úroveň v Německu)
- 1973–1982: Eishockey-Oberliga Nord (3. ligová úroveň v Německu)
- 1982–1986: 2. Eishockey-Bundesliga (2. ligová úroveň v Německu)
- 1986–1991: Eishockey-Bundesliga (1. ligová úroveň v Německu)
- 1991–1992: Eishockey-Regionalliga Mitte (4. ligová úroveň v Německu)
- 1992–1993: Eishockey-Oberliga Nord (3. ligová úroveň v Německu)
- 1993–1994: 2. Eishockey-Bundesliga (2. ligová úroveň v Německu)
- 1994–2010: Deutsche Eishockey Liga (1. ligová úroveň v Německu)

## Účast v mezinárodních pohárech
Zdroj:
Legenda: SP – Spenglerův pohár, EHP – Evropský hokejový pohár, EHL – Evropská hokejová liga, SSix – Super six, IIHFSup – IIHF Superpohár, VC – Victoria Cup, HLMI – Hokejová liga mistrů IIHF, ET – European Trophy, HLM – Hokejová liga mistrů, KP – Kontinentální pohár
- EHL 1998/1999 – Základní skupina B (4. místo)
- SSix 2005 – Základní skupina A (3. místo)